# 聯公樂
「聯公樂」，又稱「單耳」或「單義」，是香港三合會犯罪組織。「四大公司」黑幫聯盟成員。早於1922年創立，曾是香港大型幫派，九十年代後勢力衰退，直至2010年後，「聯公樂」於澳門、將軍澳及鯉魚門仍有勢力。

## 別稱
因為「聯公樂 / 聯樂堂」的「聯」字左側帶有一個「耳」部，因此江湖中人習慣以「單耳」、「單義」或「老單」作為其別稱。此外，也被稱為「碼頭幫」、「東莞幫」或簡稱「公樂」。
聯公樂招牌詩:

「三軍司令插斗中，照見高溪映日紅；

公樂聚義齊召集，召集天下聚英雄。」

## 歷史

### 「聯樂堂」時期
「聯公樂」的前身是「聯樂堂」，是香港黑幫「同樂別墅」的分支。「聯樂堂(單耳)」早於1922年前在港島東區創立，原初為東莞藉碼頭工人組織，部分成員來自舊碼頭幫會「飛龍堂」(活躍於1907-1922）。「聯樂堂」憑藉其碼頭勢力及香港作為國際貿易港的優勢，從事人口販運及走私香煙、鴉片、黃金等活動，逐步壯大勢力。到了二十至四十年代，從灣仔大佛口至銅鑼灣一帶的海岸地帶，都是「聯樂堂」清一色獨霸地盤。
在1925至1926年，省港大罷工期間，因反抗港英政府而發起的罷工罷市，引致社會秩序混亂，而且碼頭貨運業亦大受影響。「聯樂堂」乘機招攬失業人士加入，從事非法活動，擴大幫會。當時由於港島區夜間警力不足，治安不佳，市民不敢輕易外出到公共街喉取用食水，「聯樂堂」便率先向市民提供代挑水服務，每担水勒索港幣一元，(當時的幣值，一元錢可購買白米五十斤），價格昂貴得驚人。隨後，其他幫派如「和利和」、「和合圖」亦紛紛效仿，並從代挑水發展至強迫交易、入屋搶劫，令民眾叫苦無門。三合會更藉機推出「代客購物」的名義，大舉搶掠市面貨品，再轉售予市民，謀取暴利。
1936年，「聯樂堂」脫離「同樂別墅」而自立，擴張成港島區的重要黑幫勢力。

### 二戰時期 組織搶掠
1941年12月9日，二次世界大戰，日軍準備攻佔香港期間，英軍撤退九龍，造成治安真空。九龍區三合會各堂口乘亂搶掠，殺人、姦淫擄掠，號稱「勝利友」。12月11日，港島區的「聯樂堂（單耳）」也密謀參與，他們組織人馬，在上環強迫艇戶渡海至九龍，加入搶劫行列。期間，「聯樂堂」成員在旺角街頭搶掠，騷亂持續三日，直到12月12日日軍佔領九龍後才得以平息。

### 「聯公樂」大駒哥領導時期
1945年，「聯樂堂」吸納了「東福和」及「致公堂」的成員，成立分支新堂口，改稱為「聯公樂」(聯合東莞致公堂及香港同樂堂) 。創會的坐館為劉榮駒(劉駒)，江湖人稱「大駒哥」，是東莞致公堂堂主鄧博文的門生。
大駒哥的叔叔是當時的全港總華探長劉福，因此「聯公樂」在劉福統領的全香港華人便衣警察的包庇下，在1951-1962年壟斷全香港碼頭走私及偷渡生意，又從事多區賭博事業（外圍狗馬、番攤檔、字花檔及大檔)、炒賣黃牛戲票、勒收小販保護費、澳門走私生意，一時勢力得以坐大成大型幫會，會員數目達數萬人。分支有「聯盛」、「聯英樂」及「新單義」。
由1950年代起，「聯公樂（單耳）」跟三個香港幫派結盟，稱為「四大公司派系」。包括：「聯英社（老聯）」、「同字頭（老同）」、「全字頭（尖頂）」。

1962年劉福退休，呂樂接手總探長一職，警隊轉移勾結「新義安」及「福義興」，因為呂樂之親戚姑丈正是「新義安」時任的龍頭向華炎，而「福義興」則是呂樂的潮汕同鄉幫會，此轉變讓「聯公樂」大受打壓，縮減成中型幫會。於是1963年大駒哥協助呂樂收賄，締結互利關係。讓其在佐敦經營地下賭場業務。

1974年廉政公署成立，打擊貪腐警員，三合會失去庇護，活動收斂。1976年統計，警方掃黑後，「聯公樂」會員人數約剩10,000人，大幅衰退。
1974-1981年，元老大駒哥為逃避廉政公署追查而移居到加拿大，並在多倫多發展「聯公樂」堂口，經營地下賭業，會員高峰期曾有一千多人。
1985年，大駒哥回港，並與時任坐館馮林帶領幫會進軍澳門賭場業，勢力可見於葡京，主要替何鴻燊管理賭場保安業務。馮林曾擔任「四大公司」聯盟的總坐館（香主）。
香港著名演員及導演鄧光榮曾任「聯公樂」的坐館一職，他是東莞致公堂堂主鄧博文之子。鄧光榮被指認曾參與「黃雀行動」，於1989年六四事件後營救中國民運人士。
直至2010年後，「聯公樂」於澳門、將軍澳及鯉魚門仍有勢力。